# Шувалов Роман Олексійович
Рома́н Олексій́ович Шува́лов (нар. 1911, Одеса, Херсонська губернія, Російська імперія — пом. 2002, Одеса, Україна) — одеський краєзнавець, учасник оборони Одеси, нагороджений медаллю «За відвагу» (1943), орденами  Червоної Зірки (1944), Вітчизняної війни I степеня (1945).

## Життєпис
Роман Олексійович Шувалов народився у 1911 році в Одесі, навчався у школі № 3. На початку Другої світової війни брав участь в обороні міста, будучи командиром взводу зв'язку 187-го стрілецького полку 25-ї стрілецької дивізії. після поранення, у вересні 1941 року, був евакуйований до Краснодару, де пробув на лікуванні до листопаду 1941. Після лікування і по кінця війни був воював у складі 4-го Українського фронту, закінчивши бойовий шлях у Празі.
По війні працював на підприємствах «Епсилон» і «Нептун». В той самий час почав цікавитись краєзнавством, влаштувавшись на роботу до архіву як представник Одеського товариства охорони пам'яток історії і культури. Ним видано 4 монографії, а також 200 окремих публікацій. Завдяки його діяльності в Одесі немає жодної могили невідомого солдата (серед полеглих у період 1941—1945), ним були встановлені імена тисяч воїнів, полеглих під час Другої світової війни.
10 квітня 2015 року на фасаді будинку № 28 на вулиці Троїцькій, де мешкав Роман Олексійович, встановлено меморіальну дошку.

## Публікації
- «Указатель мест захоронения воинов, погибших в годы Великой Отечественной войны (1941—1945) и похороненных в Одессе».
- «Карты-планы кладбищ, где были похоронены советские воины, а также немецкие, итальянские, венгерские и румынские военнопленные»
- «Из истории греческого поселения Одессы»
- «Памятные места истории „Филики Этерия“»
- «Одесская строка биографии Анны Ахматовой»
- «Метрическая запись о рождении Г. Г. Маразли»